# Upton Park Football Club
Upton Park Football Club foi um clube amador de futebol de Upton Park, no final do século XIX e início do século XX, agora extinto. Assim como foi um dos membros dos quinze times que jogaram na FA Cup inaugural, também representaram na Grã-Bretanha no torneio de futebol dos Jogos Olímpicos de Verão de 1900, em que venceram.[carece de fontes?]

## História

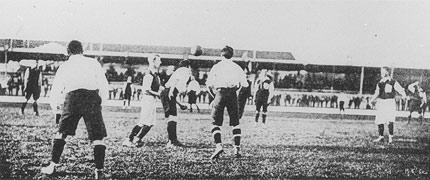
Foto da partida da Grã-Bretanha contra os franceses nos Jogos Olímpicos de 1900. Os britânicos foram representados pela equipe do Upton Park e venceram por 4x0

Fundado em 1886, o clube foi um dos quinze times a jogar na primeira edição da FA Cup em 1871-72; nunca venceram a competição mas chegaram as quartas de finais em quatro ocasiões. Eles também foram os vencedores inaugurais da London Senior Cup em 1882-83. Embora resolutamente um clube amador, eles inadvertidamente acendeu a legalização do professionalismo no jogo após reclamar sobre os pagamentos do Preston North End para jogadores após os dois se enfrentarem na FA Cup 1884; Preston foi desclassificado, mas o incidente fez a FA enfrentar o problema, e sob a ameaça de um rompimento, permitiram pagamentos para jogadores no ano seguinte.
O clube foi terminado em 1887 mas renasceu quatro anos depois em 1891. Em 1892 foram membros fundadores da Southern Alliance, uma competição de liga entre times do sul da Inglaterra, mas estavam no fundo da liga com só uma vitória quando a competição foi cancelada antes da temporada de 1892-93 terminar.[carece de fontes?]
Upton Parker foi representar a Grã Bretanha no torneio de futebol, em que venceram, vencendo o U.S.F.S.A. representando a França, 4-0. Embora uma medalha de ouro não foi dada ao time na época (pois era um esporte demonstrativo), o COI deu retrospectivamente uma. O time que jogou naquela dia (na formação 2-3-5) foi:
J. H. Jones; Claude Buckenham, William Gosling; Alfred Chalk, T. E. Burridge, William Quash; Arthur Turner, F. G. Spackman, J. Nicholas, James Zealley, A. Haslam (captain)
Os marcadores de gols foram Nicholas (com dois), Turner e Zealley.[carece de fontes?] Apesar da óbvia similidaridade com o estádio Upton Park (oficalmente conhecido como Boleyn Ground), o clube não tinha conexão com o estádio e nunca jogou lá; aliás, havia poucas ligações entre Upton Park e o West Ham United F.C. (então conhecido como Thames Ironworks) embora alguns jogadores tenham participado dos dois times. Em adição a isso, os jogos em casa do Upton Park no West Ham Park atraíam grandes públicos para seus jogos, o que pode ter influenciado a decisão do Thames Ironworks de mudar da área de Canning Town, onde futebol não era tão popular.

## Jogadores notáveis
Jogadores famosos incluem Charles Alcock, mais tarde presidente da Football Association, árbitros da final da FA Cup Alfred Stair e Segar Bastard (que também era um jogador internacional da Inglaterra), e Charlie Dove, um dos jogadores líderes da Thames Ironworks. Upton Park também forneceu dois outros jogadores da seleção inglesa, Clement Mitchell e Conrad Warner. Claude Buckenham, que jogou no time olímpico de 1900, representou Inglaterra no críquete.

## Legado
O Upton Park continuou a jogar até pelo menos 1911, de acordo com registros dos dias atuais. O Upton Park Trophy, o playoff anual entre os campeões da liga de Guernsey e Jersey, para comemorar a décima turnê anual das ilhas, que fizeram em 1906.[carece de fontes?]